# 제2차 중국의 베트남 지배
제2차 중국의 베트남 지배는 1세기부터 서기 6세기까지 베트남의 역사에서 현재의 북부 베트남 (교지군)이 다양한 중국 왕조의 지배를 받았던 두 번째 중국 지배기를 의미한다. 이 시기는 한나라가 쯩 자매에게서 교지군을 탈환한 43년에 시작되어 리비가 양나라에 반란을 일으키고 전 리 왕조를 건국한 544년에 끝났다. 이 시기는 약 500년 동안 지속되었다.

## 역사

### 후한
43년 마원이 쯩 자매의 반란을 진압한 후, 백월의 저항과 그들의 사회에 대한 탄압을 계속했다. 쯩 자매에게 합류했지만 마원에게 투항하거나 항복한 백월의 영주들은 목숨을 건졌고, 불복한 자들은 참수되었다. 이 지역에는 처음으로 직접적인 황실 통치가 부과되었으며, 마원은 교지군의 태수로 임명되었다. 2만 명의 중국 군인 중 일부는 한나라 행정부를 재건하는 것을 돕기 위해 베트남 북부에 정착하여 약 90만 명의 현지인들과 함께 살았다. 2세기와 3세기에 걸쳐 현지 유적과 유물에는 한나라 양식의 무덤 벽돌과 동선 문화의 청동북과 같은 백월과 한나라 양식이 모두 포함되어 있다. 젓가락, 종이, 붓, 가족 개념, 무덤 등은 한나라나 후한 시대에 토착 사회(아마도 백월어 사용자를 포함)에 도입되었다. 백월이 현지 문화를 조정했지만, 한족은 현지인들에게 중국 관습을 강요하지 않았다. 한나라부터 당나라 시대에 걸쳐 중국 황실은 현지 기반의 백월 정치 엘리트들과의 정치적 동맹을 지지했는데, 이들 중 다수는 강력하고 부유한 족장들이었다. 중국 조정은 종종 그들에게서 이익을 얻기 위해 공식적인 직위를 부여했다.
교지군을 3년간 통치한 후, 마원은 45년에 소환되었다. 명제 시대에 일남군과 구진군은 자비로운 통치로 유명한 이산에 의해 통치되었다. 이산은 그 후 구진군의 태수로 임명되었고, 교지군의 태수직은 장휘가 승계했다. 장휘는 나중에 부패로 기소되어 추방되었다. 그의 재산은 몰수되어 국고로 귀속되었다. 정확한 날짜는 명확히 명시되어 있지 않지만, 역사 자료인 안남지략에 따르면 호공은 장제 통치 기간 동안 장휘의 후임으로 교지 태수가 되었다고 추정할 수 있다. 그러나 호공은 태수 대신 교지 도위(베트남어: Đô úy Giao Chỉ)의 직책을 맡았다. 안남지략과 대월사기전서와 같은 역사 자료에는 장제 통치기인 75년부터 순제 통치기인 130년대까지 교지에 대한 기록이 없다. 그러나 베트남: 초기부터 현재까지의 역사에 따르면 100년, 후에 근처의 상림현(Tượng Lâm)에 살던 참족은 높은 세금 때문에 한나라 통치에 반란을 일으켰다. 참족은 한나라의 중심지를 약탈하고 불태웠다. 한나라는 반란을 진압하고 지도자들을 처형하며 상림현에 2년간 세금 면제를 부여함으로써 응답했다.
136년, 교지군 태수 주창은 황제에게 교지군을 도시로 분류해 달라고 요청했지만 거절당했다. 주창은 그 후 교주 지방 태수(베트남어: Thứ sử Giao Châu)로 임명되어 모든 지역에 대한 권한을 갖게 되었다. 안남지략과 대월사기전서와 같은 역사 자료에는 136년의 주창에 대한 추가 기록이 없으며, 다음 해인 137년에는 범안이 교지 태수로 기록되어 있다. 같은 해에 스리 마라(베트남어: Khu Liên)가 이끄는 참족이 상림에서 반란을 일으켰고, 범안은 반란을 진압하기 위해 교지군과 구진군에서 1만 명 이상의 군대를 이끌었다. 그러나 군대는 긴 행군 거리 때문에 사기가 낮았고 범안은 반란군에게 패배했다. 관리인 기아쑤엉은 반란을 진압하기 위해 일남군에 임명되어 이 지역의 다른 지역과 지방 군대를 이끌었지만 실패했고 1년 이상 반란군에게 포위되었다. 138년, 새로 교주 태수로 임명된 장교는 구진 태수 주량과 함께 상림의 반란군과 성공적으로 평화 협정을 맺었다. 역사 기록은 한나라 태수와 반란군 간의 평화 협정 조건을 명확히 밝히지 않으므로, 그 사건 이후 스리 마라에게 무슨 일이 일어났는지 불분명하다. 대월사기전서는 "스리 마라"를 반란의 지도자로 언급하지만, 안남지략은 반란이 '야만인'에 의해 이끌어졌다고 명시하며 지도자의 이름은 언급하지 않는다. 키스 W. 테일러의 《베트남의 탄생》(1983)은 스리 마라의 반란을 192년으로 기록하고 있지만, 베트남이나 중국 역사 자료에는 192년에 상림이나 교지에서 발생한 반란에 대한 기록이 없다. 역사 자료에 스리 마라가 Lâm Ấp의 왕을 선포하고 왕국을 건국한 해를 192년으로 기록하고 있으므로, 138년과 192년 사이의 간극으로 인해 '스리 마라'가 여러 지도자들이 사용한 귀족 칭호였을 것이라는 가설로 이어졌다.
144년, 참족은 다시 두 차례의 반란을 일으켜 교지군과 구진군의 황실 군대에서 반란을 유발한 다음 교지군에서 반란을 일으켰다. 키어넌에 따르면 교지군 태수 하팡은 "유혹적인 말"로 "항복을 유도했다." 하팡은 그 후 구이양 태수로 임명되었고, 리우쩌는 그의 뒤를 이어 교지군 태수가 되었다.
157년, 구진군에서 현지 지도자 주닷이 반란을 일으켜 탐욕과 잔인함으로 악명 높은 주펑의 중국인 관리를 죽이고 4~5천 명의 군대를 이끌고 북쪽으로 진군했다. 구진군 태수 니쉬(베트남어: Nghê Thức)와 반란군 사이에 전쟁이 발발하여 니쉬가 전사했다. 구진군의 한나라 장군 위랑은 군대를 모아 주닷을 격파하고 반란군 2천 명을 참수했다.
159년과 161년, 인도 상인들이 교지군에 도착하여 한나라 정부에 조공을 바쳤다. 인도 상인들에 의해 해상으로 도입된 불교는 후한 말기에 북베트남에서 가장 지배적인 종교가 되었으며, 다우 사원(서기 2세기경)은 베트남 최초의 불교 사원이었다.
160년, 구진군에서 다시 반란이 일어났다. 현재 구이양 태수였던 하팡은 다시 교지군 태수로 임명되었다. 140년대에 교지군에서 재임 중이던 그의 영향력과 자비로운 통치 덕분에 하팡은 반란군에게 쉽게 항복을 요청했다.
166년, 로마 무역 사절단이 교지군에 도착하여 한나라에 "조공"(중국 관점)을 바쳤는데, 이는 일남군과 교지군의 "현지 시장에서 구입되었을 가능성이 높다."
178년, 오호족(烏滸)이 량롱 휘하에서 허푸와 교지군에서 한나라에 대한 반란을 일으켰고, 교지군 감찰관 추융은 이를 진압하지 못했다. 량롱은 반란을 북베트남 전체, 광시 및 중부 베트남까지 확산시켜 교지군의 모든 비중국계 민족들을 합류시켰다. 181년, 한나라는 장군 주준을 보내 반란을 진압하게 했고, 남해군 감찰관 공지는 수천 명의 주민들을 이끌고 량롱의 반란에 합류했다. 181년 6월, 량롱은 체포되어 참수되었고, 그의 반란은 진압되었으며, 공지의 운명은 기록되지 않았다. 반란 진압의 공로를 인정받아 한나라 황실은 주준을 부곡후(部曲侯)로 봉하고 황실 수도 뤄양으로 소환하여 간의대부(諫議大夫)로 봉사하게 했다. 추융은 교지군 감찰관으로 남았다.
183년, 현지 군대가 쿠데타를 일으켜 추융을 체포한 후 처형했다. 군사 정권은 그 후 한나라에 사절을 보내 추융의 범죄를 고발했다. 고발 내용은 진주, 코뿔소 뿔, 상아, 거북 등껍질, 희귀 향신료, 귀한 목재와 같은 지역 자원을 착취하여 자신을 부유하게 만들고 다른 직책으로 재배치를 신청한 교지군의 다양한 부패한 태수들을 열거했다. 군사 정권은 또한 높은 세금과 불만 제기 권리의 억압을 비난했으며, 이것이 반란으로 이어졌다고 주장했지만, 그들 중 누구도 원래 반란을 원하지 않았다고 주장했다. 영제는 고발에 동의하고 가종을 교지군 태수로 임명했다. 가종은 그 후 지역 전체에 사람들을 보내 지도와 격려를 제공하여 반란군이 생업으로 돌아가도록 설득했다. 그는 또한 세금을 줄이고 부패한 관리들을 처형하고 자비로운 관리들로 교체했다. 교지군에 평화가 회복되었고, 주민들은 가종의 공정하고 효과적인 통치를 칭찬했다. 교지군을 3년간 통치한 후, 가종은 영제 치하의 정치 위기 속에서 수도로 소환되었고, 교지군 출신인 이진이 그의 뒤를 이었다. 대월사기전서는 이 사건을 교지군에서 144년간(43-186) 지속되었던 후한 지배의 끝으로 기록했다.

### 삼국시대
187년, 사섭이 후한 말기 지방의 위기 속에서 교지군 태수로 임명되었다. 중국이 내전에 빠져들자 사섭은 187년부터 226년 사망할 때까지 독립적인 군벌로 교지군을 통치했다. 그 동안 사섭의 동생들도 교주에서 중요한 직책을 맡았다: 사의(士壹), 사위(士䵋), 사무(士武)는 각각 교주의 합포, 구진군, 남해 군의 행정관이었다. 중국 남부의 외딴 지방이었기 때문에 사섭의 교주는 후한 말기의 혼란에 휘말리지 않았다. 사섭은 곧 훌륭하고 자비로운 태수임이 입증되었으며, 모든 주민들에게 깊은 존경을 받아 '왕'으로 불리기도 했다. 그의 군들은 또한 제국의 정치 위기 속에서 수백 명의 한나라 학자들을 끌어들였다.
동오 시대에 사섭은 210년에 손권 세력에게 충성을 맹세했으며 나중에 이 제국의 봉신이 되었다. 사섭은 동오와 좋은 관계를 유지하기 위해 매년 수천 개의 귀한 향신료, 비단, 진주, 상아, 교지군의 과일을 포함한 조공품을 손권에게 보냈다. 사섭의 효과적인 통치를 인정하여 손권은 그를 위장군(衛將軍)으로 임명하고 "용편후(龍編侯)" 칭호를 수여했다. 사섭은 226년에 병으로 사망했다. 227년에 동오군은 그의 아들 사휘(士徽)를 죽여 사씨의 교지군 통치를 끝냈다.

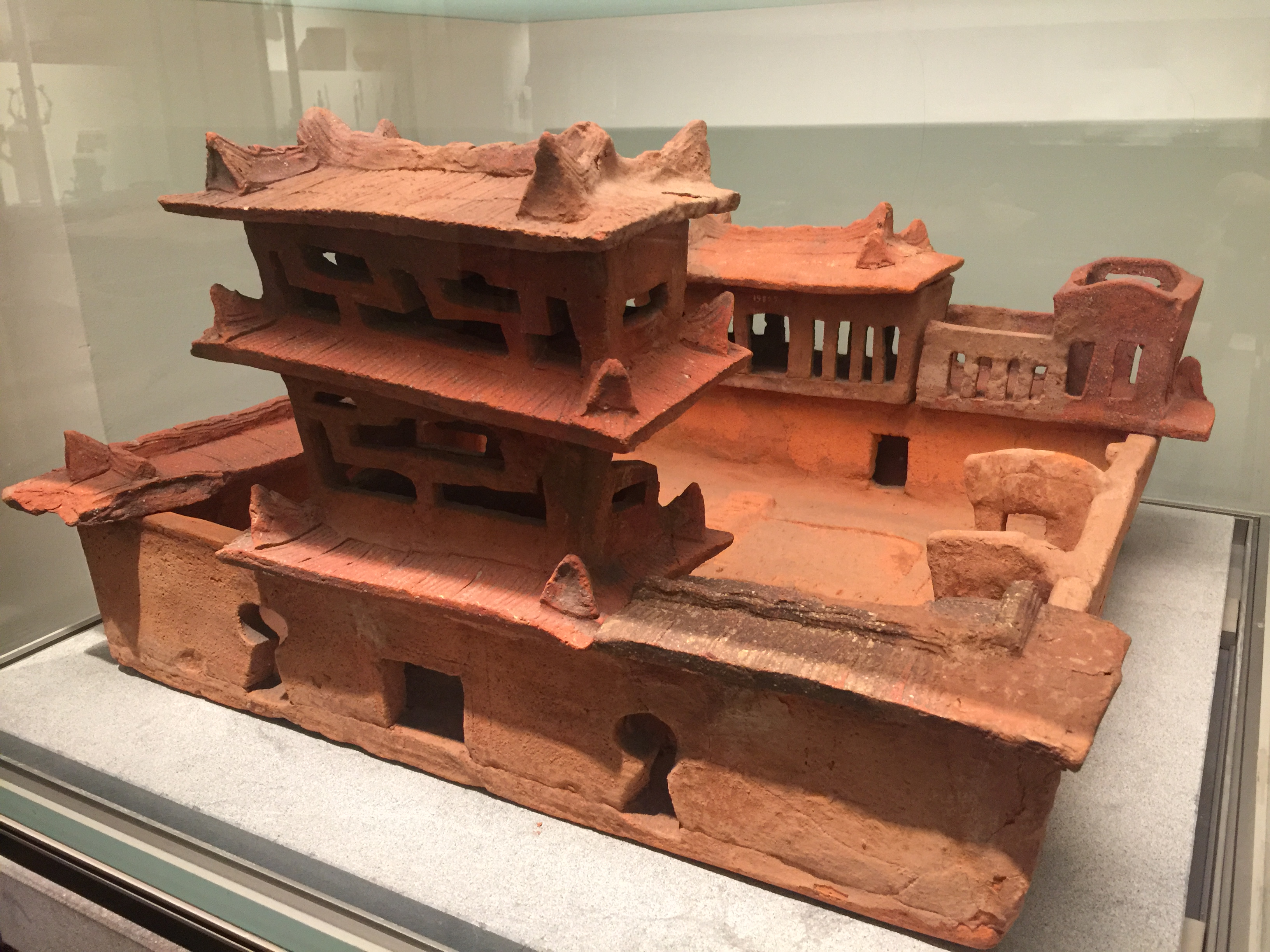
빔선에서 발견된 한나라 양식의 장례식 집 모형, 타인호아. 서기 1-3세기

220년에 동한이 삼국으로 분열되었을 때, 교지군은 오나라의 지배하에 있었다. 226년에 손권은 교지군을 두 개의 분리된 지방인 교주(북베트남과 허푸의 일부 포함)와 광주로 나누었다. 오나라의 정권은 가혹했다. 3세기 중반에는 남부 군들에 혼란이 만연했다. 231년에 구진군 주민들이 반란을 일으켰지만 오나라 장군에 의해 "평정"되었다. 248년에 임읍국 군대가 남쪽에서 침공하여 일남군의 대부분을 점령하고 구진군으로 진격하여 그곳과 교지군에서 대규모 봉기를 유발했다. 같은 해 구진군에서는 찌에우 쩡이라는 백월 여성이 오나라에 반란을 일으켰지만 여인에 의해 진압되었다.

### 진-오 전쟁

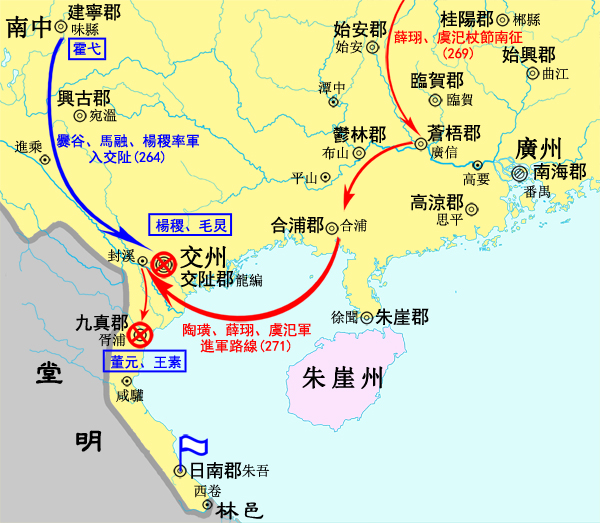
진-오 전쟁 264-272

263년, 교주의 태수 여흥(呂興)은 현지 주민과 병사들의 지지를 얻어 오나라의 관리 손서(孫諝)와 등훈(鄧荀)을 살해하고, 조위에 사절을 보내 군사 지원을 요청했다. 교지군, 구진군, 일남군은 위나라로 넘어갔다. 266년 2월, 서진이 조위를 대체하고 즉시 양지를 보내 현지 지지를 얻어 교주를 병합했다. 268년, 오나라는 유춘과 휴택 두 장군을 보내 교주를 재정복하려 했으나 진나라 군대에 의해 격퇴되었다. 270년, 진나라와 오나라 군대는 합포에서 충돌했다. 오나라의 장군 도황은 진나라와 협력하던 현지 사령관 량기에게 연락하여 오나라 편에 서도록 설득했고, 이로 인해 오나라 군대는 271년에 교지군의 항구와 주요 도시들을 탈환할 수 있었다. 전투는 280년까지 시골 지역에서 계속되었고, 진나라가 오나라를 멸망시키고 중국을 통일했다. 이 전쟁으로 인해 북베트남의 가구 수는 140년에 64,700가구에서 서진 시대에는 약 25,600가구로 감소하면서 지역이 황폐해졌다.

### 진나라와 남조

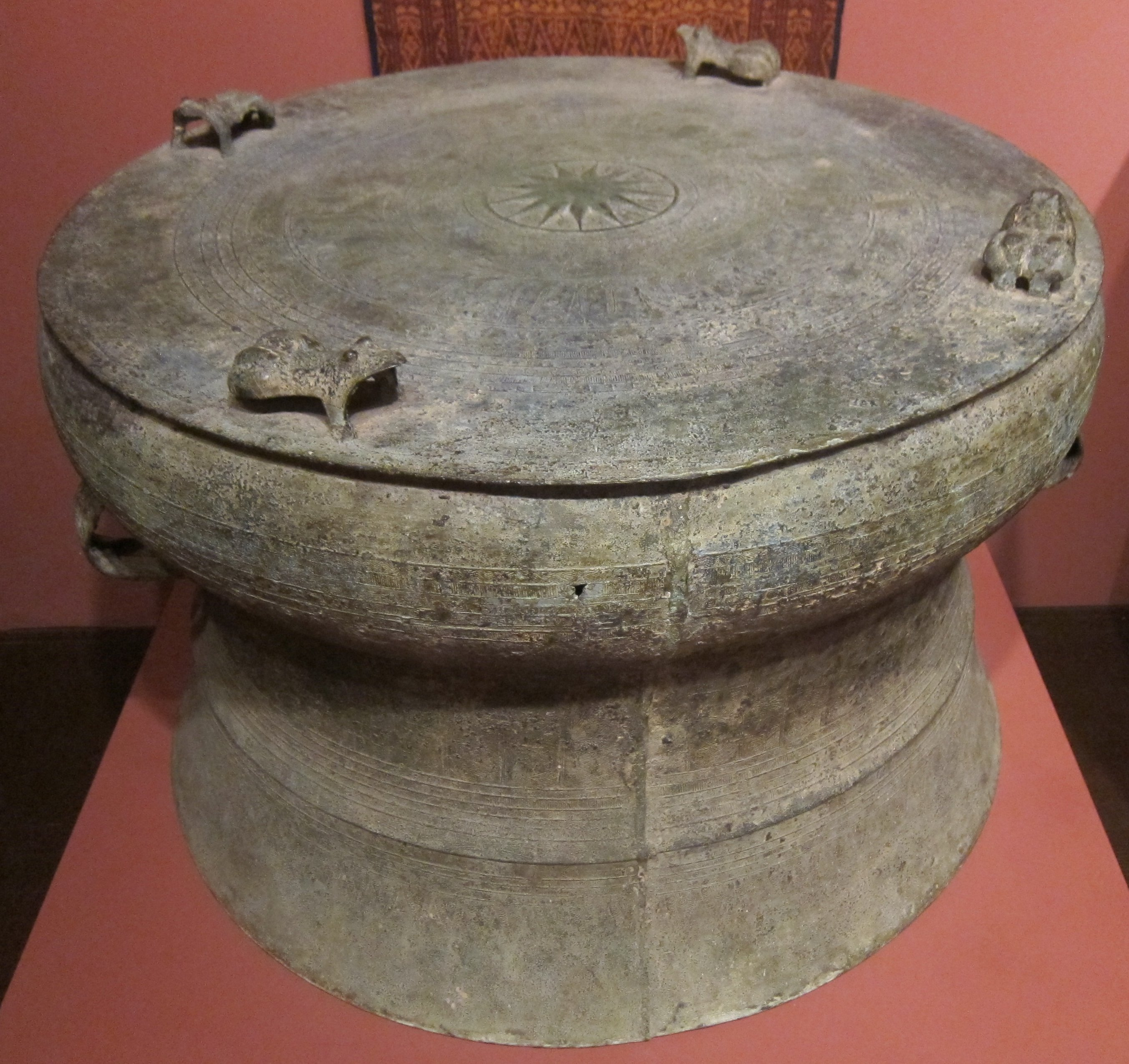
혼성고, 서기 4세기, 호놀룰루 미술관

진나라 초기에는 황실이 부남과 임읍국의 번영하는 왕국들과의 남방 무역 네트워크를 선호했다. 이러한 남방 무역의 짧은 평화로운 "붐"과 함께 교지군과 구진군은 320년대까지 중국으로부터 어느 정도 자율성을 누렸다. 312년에 반란군과 황실 군대가 교지군과 구진군을 놓고 격렬하게 싸웠다. 무역의 어려움에 좌절한 임읍국 자체는 323년부터 교주의 북방 항구에 해상 습격을 감행했다. 399년에 패배했지만, 임읍국은 20년 동안 교지군과 구진군에 대한 습격을 계속했다. 저장성에서 온 중국 반란군이 411년에 교지군의 수도를 잠시 점령했다. 432년, 임읍국의 팜즈옹마이 2세는 유송 조정에 사절을 보내 교주자사 임명을 요청했지만 거절당했다.
진나라와 중국 육조 시대에 리라오족은 현대의 광둥성과 광시의 남부 해안을 따라 영토를 확장했으며, 홍강 삼각주의 동쪽과 주강 삼각주의 남쪽과 서쪽의 육로를 점령하여 광저우와 교주 사이의 육로를 차지했다. 리라오국의 사람들은 그들의 영토를 여행하는 누구든 위험에 빠뜨렸다.
교주에서는 468년부터 485년까지 남조에 대한 반란이 일어났고, 양나라 시대인 506년과 515년에도 반란이 일어났다. 468년 3월 유송 시대에 교주자사 유목이 병으로 사망했다. 귀족인 이장인(Lý Trường Nhân)은 그의 사촌 이숙헌(Lý Thúc Hiến)과 함께 교주 정부에 대한 쿠데타를 일으켜 교주의 유송 관료들을 죽이고 성채를 장악한 다음 자신을 자사로 선포했다. 교주에서 일어난 반란을 인지한 유송 명제는 그 해 8월에 유백을 교주자사로 임명하고 군대를 보내 이장인으로부터 교주를 탈환하게 했다. 교주에 상륙한 유백은 이장인에게 빠르게 패배하고 얼마 지나지 않아 사망했다. 그 해 11월, 이장인은 유송과 평화 협정을 맺기 위해 사절을 보내 교주자사보다 권한이 적은 "행주사(Hành Châu sự)" 직책을 요청했다. 명제는 이장인의 요청을 승인하고 그에게 교주를 통치할 권한을 부여했다. 이장인은 유송 왕조의 마지막 날까지 교주를 통치했으며, 그 동안 479년경에 사망했다.
479년, 이장인이 사망한 후 이숙헌은 유송에 이장인의 후계자로 임명해 줄 것을 요청했다. 유송은 이숙헌의 요청을 거절하고 남해군 태수 심환을 새로운 교주자사로 임명했으며, 이숙헌은 무평과 신흥을 통치하도록 배정했다. 그러나 현지 주민들의 강력한 지지를 받은 이숙헌은 지역 전역에 군대를 배치하여 심환이 교주에서 직무를 수행하는 것을 막았다. 그 결과 심환은 유송 왕조의 혼란스러운 마지막 날 동안 울림군에 머물러야 했고, 그곳에서 결국 사망했다. 또한 479년에 유송은 남제 왕조가 남중국에서 시작되었다. 7월, 제 고제는 이숙헌이 교주를 계속해서 주 자사로 통치하는 것을 허락했다. 484년 남제 무제 통치 하에 이숙헌은 남제에 조공 바치기를 거부했고, 이는 황제를 분노하게 하여 다음 해에 합병 캠페인을 준비하게 했다. 485년, 무제는 유개를 교주자사로 임명하고 남강, 노릉, 시흥 주에서 군대를 동원하여 이숙헌에 대한 캠페인을 시작했다. 유개의 교주 진격군과의 직접적인 대결을 두려워한 이숙헌은 상주에서 남제에 사절을 보내 군대 철수를 요청했다. 그 여행 동안 이숙헌은 은과 공작 깃털로 만든 모자 20개를 조공으로 바쳤지만, 황제에게 거절당했다. 이숙헌은 그 후 남제 왕조에 항복했으며, 이는 교주에서 리씨 가문의 약 20년간의 통치가 공식적으로 끝났음을 의미한다.
이숙헌의 항복 후, 유개는 485년부터 490년까지 교주를 통치했다. 490년에 유개는 방파성(方 Facheng)으로 교체되었는데, 그는 여러 역사 자료에서 "책벌레"로 묘사되었다. 같은 해, 관료 푸덩지(Fu Dengzhi)가 방파성에게 쿠데타를 일으켜 그를 체포했다. 같은 해 11월까지 방파성은 푸덩지로 교체되어 새로운 자사가 되었다. 대월사기전서는 푸덩지가 취임한 후 교주에서의 통치 기간을 명확히 명시하지 않지만, 502년 남제가 붕괴하기 전에 이원개가 푸덩지의 뒤를 이었다고 간략하게 언급한다. 양나라가 502년에 건국되었을 때, 이원개는 여전히 교주자사로 재직 중이었다. 505년까지 그는 황제에게 반란을 일으켰고, 관료 이택(Lý Tắc)에 의해 진압된 후 처형되었다. 대월사기전서는 516년까지 이원개 처형 후 누가 그의 뒤를 이었는지 명확히 명시하지 않는다. 516년, 양 무제는 이책(Li Ce)을 교주자사로 임명했다. 같은 해, 이책은 이원개의 전 부하였던 이종노(Lý Tông Lão)의 반란을 진압한 후 그를 참수하여 건강으로 가져가 황제에게 바쳤다. 대월사기전서는 이책이 취임한 후 교주에서의 통치 기간을 명확히 명시하지 않지만, 541년에 후즈가 자사로 재직 중이었다고 언급한다. 후즈는 교주 주민들 사이에서 잔인함으로 악명이 높았다.
541년, 신라계 혈통을 가진 리씨 가문의 지도자 이분은 후지와 양나라에 반란을 일으켰다. 544년에 그는 양나라를 물리치고 자신을 천덕(Thiên-đức) 시대의 남월 황제로 선포했다. 그는 새 왕국을 "만춘(萬春, "영원한 봄")"이라고 명명했다. 교주군은 잠시 중국 왕조로부터 독립했다. 545년, 진패선이 양나라 군대를 이끌고 교주군을 공격하여 이분은 홍강 상류의 서쪽 산으로 도망쳐야 했고, 그곳에서 548년에 라오족 고지인들에게 살해당했다.

## 문화
"...교지군의 메린과 구진군의 도롱 두 지역에서는 형이 죽으면 동생이 그의 미망인과 결혼하는 풍습이 대대로 이어져 왔으며, 이는 확립된 관습이 되었으므로 지역 관리들은 이를 허용하고 막을 수 없었다. 일남군에서는 남녀가 부끄럼 없이 알몸으로 다닌다. 요컨대, 이 사람들은 벌레와 같은 수준이라고 말할 수 있다."
3세기부터 6세기까지 중국 문명의 정치적 불안정으로 인해 베트남 시골의 대부분은 간접적으로 통치되었고, 토착 백월 풍습과 남녀 간의 관계는 지속되었다. 여성들은 물 의식을 포함한 토착 종교 의례에서 중요한 역할을 했다. 서기 100년대 후반부터 500년대까지 해상 실크로드를 통한 국제 무역은 북베트남의 동선 청동북을 동인도네시아, 파푸아, 몰루카 제도까지 가져왔다. 중국인들에게 호(胡)라고 알려진 인도 출신의 불교도들이 서기 100년대에 베트남에 도착했다. 불교는 사섭 휘하에서 이 지역에서 번성했다. 유교와는 대조적으로 불교는 베트남인의 정신에 깊이 뿌리내렸다. 페르시아와 소그디아 상인들도 베트남 해안으로 여행했다. 이 지역은 불교 경전을 중국어로 번역한 소그디아 불교 승려 강승회의 고향이었다.

## 봉기
현지 반란은 다음 인물들이 조직했다:
- 주닷 156–160
- 량롱 178–181
- 쿠리엔 192, 참파를 건국.
- 찌에우 찌(Triệu Chỉ) 299–319
- 르엉 타익(Lương Thạch) 319–323
- 이장인(Lý Trường Nhân)과 이숙헌(Lý Thúc Hiến) 468–485

## 같이 보기
- 교지군

### 참고 문헌

#### 논문
- Alves, Mark J. (2016). 《Identifying Early Sino-Vietnamese Vocabulary via Linguistic, Historical, Archaeological, and Ethnological Data》. 《Bulletin of Chinese Linguistics》 9. 264–295쪽. doi:10.1163/2405478X-00902007.
- Lê, Thi Liên (2017). 《Lung Khe and the Cultural Relationship between Northern and Southern Vietnam》. 《Asian Review of World Histories》 5. 53–69쪽. doi:10.1163/22879811-12340005 – Brill 경유.
- Masanari, Nishimura (2005). 《Settlement patterns on the Red River plain from the late prehistoric period to the 10th century AD》. 《Bulletin of the Indo-Pacific Prehistory Association》 25. 99–107쪽. doi:10.7152/bippa.v25i0.11920 (년 이후로 접속 불가 2025-07-12).
- Noriko, Nishino (2017). 《An Introduction to Dr. Nishimura Masanari's Research on the Lung Khe Citadel》. 《Asian Review of World Histories》 5. 11–27쪽. doi:10.1163/22879811-12340003 – Brill 경유.
- Taylor, K. (2017). 《What Lies Behind the Earliest Story of Buddhism in Ancient Vietnam?》. 《The Journal of Asian Studies》 77. 107–122쪽. doi:10.1017/S0021911817000985 – 케임브리지 대학교 출판부 경유.

#### 도서
- Ngô Sĩ Liên (1993). 《대월사기전서》 (PDF) (베트남어) Nội các quan bản판. Hanoi: Social Science Publishing House. 2025년 6월 20일에 확인함.
- Lê Tắc (1335). 《안남지략》 (PDF) (베트남어). Huế university: Vietnamese Historical Documents Translation Committee. 2025년 7월 8일에 확인함.
- Aymonier, Etienne (1893). 《The History of Tchampa (the Cyamba of Marco Polo, Now Annam Or Cochin-China)》. Oriental University Institute.
- Beaujard, Philippe (2019), 《The Worlds of the Indian Ocean: Volume 1, From the Fourth Millennium BCE to the Sixth Century CE: A Global History》, Cambridge University Press, ISBN 978-1-10864-332-0
- Churchman, Michael (2011), 〈"The People in Between": The Li and the Lao from the Han to the Sui〉,   Li, Tana; Anderson, James A., 《The Tongking Gulf Through History》, Pennsylvania: University of Pennsylvania Press, 67–86쪽, ISBN 978-0-812-20502-2
- Churchman, Catherine (2016). 《The People Between the Rivers: The Rise and Fall of a Bronze Drum Culture, 200–750 CE》. Rowman & Littlefield Publishers. ISBN 978-1-442-25861-7.
- Clark, Hugh R. (2015). 《The Sinitic Encounter in Southeast China Through the First Millennium CE》. University of Hawaii Press. ISBN 978-0-824-85718-9.
- Dutton, George, 편집. (2012). 《Sources of Vietnamese Tradition》. Introduction to Asian Civilizations. Columbia University Press. ISBN 978-0-231-13862-8.
- Kiernan, Ben (2019). 《Việt Nam: a history from earliest time to the present》. 옥스퍼드 대학교 출판부.
- Li, Tana (2011), 〈Jiaozhi (Giao Chỉ) in the Han Period Tongking Gulf〉,   Li, Tana; Anderson, James A., 《The Tongking Gulf Through History》, Pennsylvania: University of Pennsylvania Press, 39–53쪽, ISBN 978-0-812-20502-2
- Loewe, Michael (1986), 〈The conduct of government and the issues at stake (A.D. 57-167)〉,   Twitchett, Denis C.; Fairbank, John King, 《The Cambridge History of China: Volume 1, The Ch'in and Han Empires, 221 BC-AD 220》, Cambridge: Cambridge University Press, 291–316쪽
- Miksic, John Norman; Yian, Goh Geok (2016). 《Ancient Southeast Asia》. Routledge.
- Schafer, Edward Hetzel (1967), 《The Vermilion Bird: T'ang Images of the South》, Los Angeles: University of California Press
- Taylor, Keith Weller (1983). 《The Birth of the Vietnam》. University of California Press. ISBN 978-0-520-07417-0.
- Yu, Ying-shih (1986), 〈Han foreign relations〉,   Twitchett, Denis C.; Fairbank, John King, 《The Cambridge History of China: Volume 1, The Ch'in and Han Empires, 221 BC-AD 220》, Cambridge: Cambridge University Press, 377–463쪽

## 추가 자료
- Tucker, Spencer (1999). 《Vietnam》. University of Kentucky Press. ISBN 978-0813121215.

| 이전 쯩 자매 | 베트남 왕조 43–544 | 이후 전 리 왕조 |